# Groenlandiense
| Era Eratema | Periodo Sistema | Época Serie | Subépoca Subserie   | Edad Piso                                  | Inicio, en millones de años |
| ----------- | --------------- | ----------- | ------------------- | ------------------------------------------ | --------------------------- |
| Cenozoico   | Cuaternario     | Holoceno    | Tardío / Superior   | Megalayense Megalayiano                    | 0,0042                      |
| Cenozoico   | Cuaternario     | Holoceno    | Medio               | Norgripiense Norgripiano                   | 0,0082                      |
| Cenozoico   | Cuaternario     | Holoceno    | Temprano / Inferior | Groenlandiense Groenlandiano               | 0,0117                      |
| Cenozoico   | Cuaternario     | Pleistoceno | Tardío / Superior   | Superior / Tardío (Tarantiense Tarantiano) | 0,129                       |
| Cenozoico   | Cuaternario     | Pleistoceno | Medio               | Chibaniense Chibaniano                     | 0,774                       |
| Cenozoico   | Cuaternario     | Pleistoceno | Temprano / Inferior | Calabriense Calabriano                     | 1,80                        |
| Cenozoico   | Cuaternario     | Pleistoceno | Temprano / Inferior | Gelasiense Gelasiano                       | 2,58                        |
| Cenozoico   | Neógeno         | Neógeno     | Neógeno             | Neógeno                                    | 23,03                       |
| Cenozoico   | Paleógeno       | Paleógeno   | Paleógeno           | Paleógeno                                  | 66                          |

El Groenlandiense o Groenlandiano es el primer piso y edad del Holoceno en la escala temporal geológica. Sucede al Pleistoceno Superior (último piso del Pleistoceno) y precede al Norgripiense. Se inició en el 11 200 AP (11 700 antes de 2000 o 9700 a. C.), el final del episodio frío Dryas Reciente, y terminó en el 8156 AP (6236 a. C.), el momento más frío del evento de 8,2 ka. Es equivalente a la subserie Holoceno Inferior (subépoca Holoceno Temprano).

## Sección estratotipo y punto de límite global (GSSP)
La  sección estratotipo y punto de límite global (GSSP, el «clavo dorado») fue definida como base del Holoceno en un testigo de hielo del Proyecto Núcleo de Hielo del Norte de Groenlandia, en el centro de Groenlandia (75.1000°N 42.3200°W)  y ratificada por la Unión Internacional de Ciencias Geológicas en 2008. El testigo de hielo recoge el fin del cron Dryas Reciente mediante un descenso brusco en los valores excesivos de deuterio.
Posteriormente el GSSP fue asignado también a la base del nuevo piso Groenlandiense y ratificado formalmente en junio de 2018, junto con los pisos/edades Norgripiense, Megalayense y las subseries/subépocas del Holoceno.